# John Kitzhaber
John Albert Kitzhaber (født 5. marts 1947 i Colfax, Washington) er en amerikansk politiker, og tidligere guvernør i den amerikanske delstat Oregon. I perioden 1995 til 2003 var han statens 35. guvernør. Han er medlem af det Demokratiske parti. Før Kitzhaber blev politiker i Oregon, var han praktiserende læge.

## Politiske liv
Kitzhaber begyndte sin politisk karriere i 1979 da han blev valgt ind som medlem af Oregon House of Representatives for én periode. I efteråret 1980 blev han valgt ind i Oregon State Senate og tiltrådte i januar 1981. Han sad i Oregons senat i 3 perioder og var præsident for senatet fra 1985 til 1993, hvor han ikke søgte genvalg som senatsmedlem.

### Guvernør i Oregon

#### 1995 – 1999
Ved valget til guvernør for Oregon i 1994 blev John Kitzhaber demokraternes kandidat. Her besejrede han den republikanske modstander Denny Smith, og tiltrådte i januar 1995 som Oregons 35. guvernør, hvor han afløste partifællen Barbara Roberts.

#### 1999 – 2003
I 1998 genopstillede Kitzhaber til posten og blev udfordret af republikaneren Bill Sizemore. Kitzhaber blev genvalgt som guvernør med 64% af stemmerne mod Sizemores 30%. På grund af Oregons valgregler kan en siddende guvernør kun sidde 2 perioder i træk, og Kitzhaber skulle i ved guvernørvalget i 2002 overlade den demokratiske plads til en ny kandidat. Det blev Ted Kulongoski der senere vandt valget og sad som guvernør i 2 perioder.

#### 2011 – 2015
John Kitzhaber meddelte i september 2009 han han ville stille op til guvernørvalget i Oregon i efteråret 2010. Ved demokraternes primærvalg i maj 2010 besejrede han Roger Obrist og den tidligere Secretary of State of Oregon, Bill Bradbury.
Ved selve guvernørvalget 2. november 2010 var Kitzhaber oppe imod den republikanske kandidat, den tidligere NBA-spiller Chris Dudley. Efter en hård og tæt valgkamp vandt Kitzhaber med 49.29% af stemmerne mod Dudleys 47.76%. 22.238 personlige stemmer ud af 1.453.548 afgivne, var forskellen imellem de 2 kandidater. 10. januar 2011 blev Kitzhaber taget i ed som Oregons 37. guvernør, og han afløste Ted Kulongoski, som han overdrog posten til otte år før. I 2015 blev han efterfulgt af demokraten Kate Brown.